# Corny
Corny è un ex comune francese di 337 abitanti situato nel dipartimento dell'Eure nella regione della Normandia. Dal 1º gennaio 2016 è stato accorpato ai comuni di Boisemont e Fresne-l'Archevêque per formare il nuovo comune di Frenelles-en-Vexin.

## Società

### Evoluzione demografica
Abitanti censiti